# Tunis–Carthage International Airport

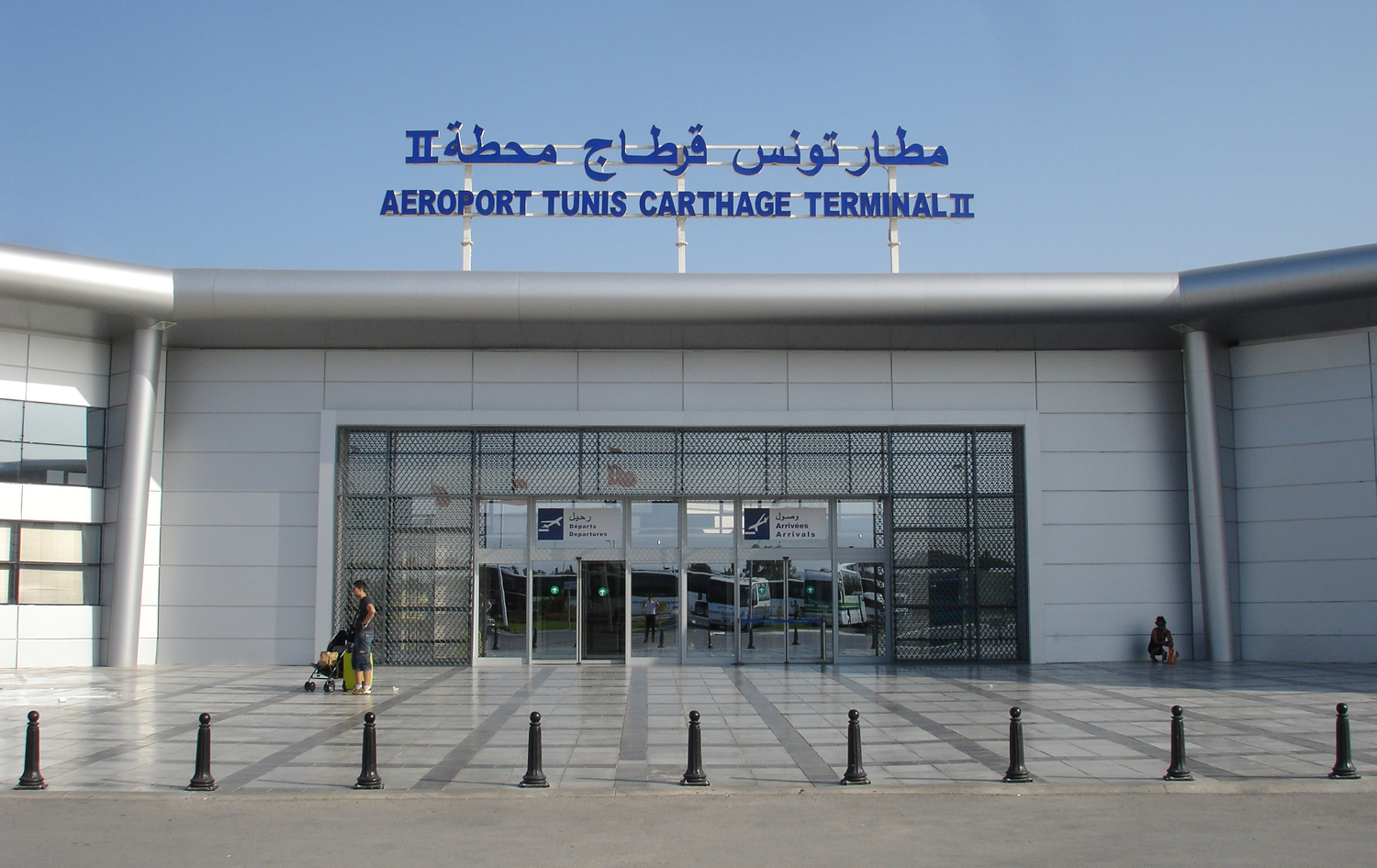
Terminal 2, exteriör

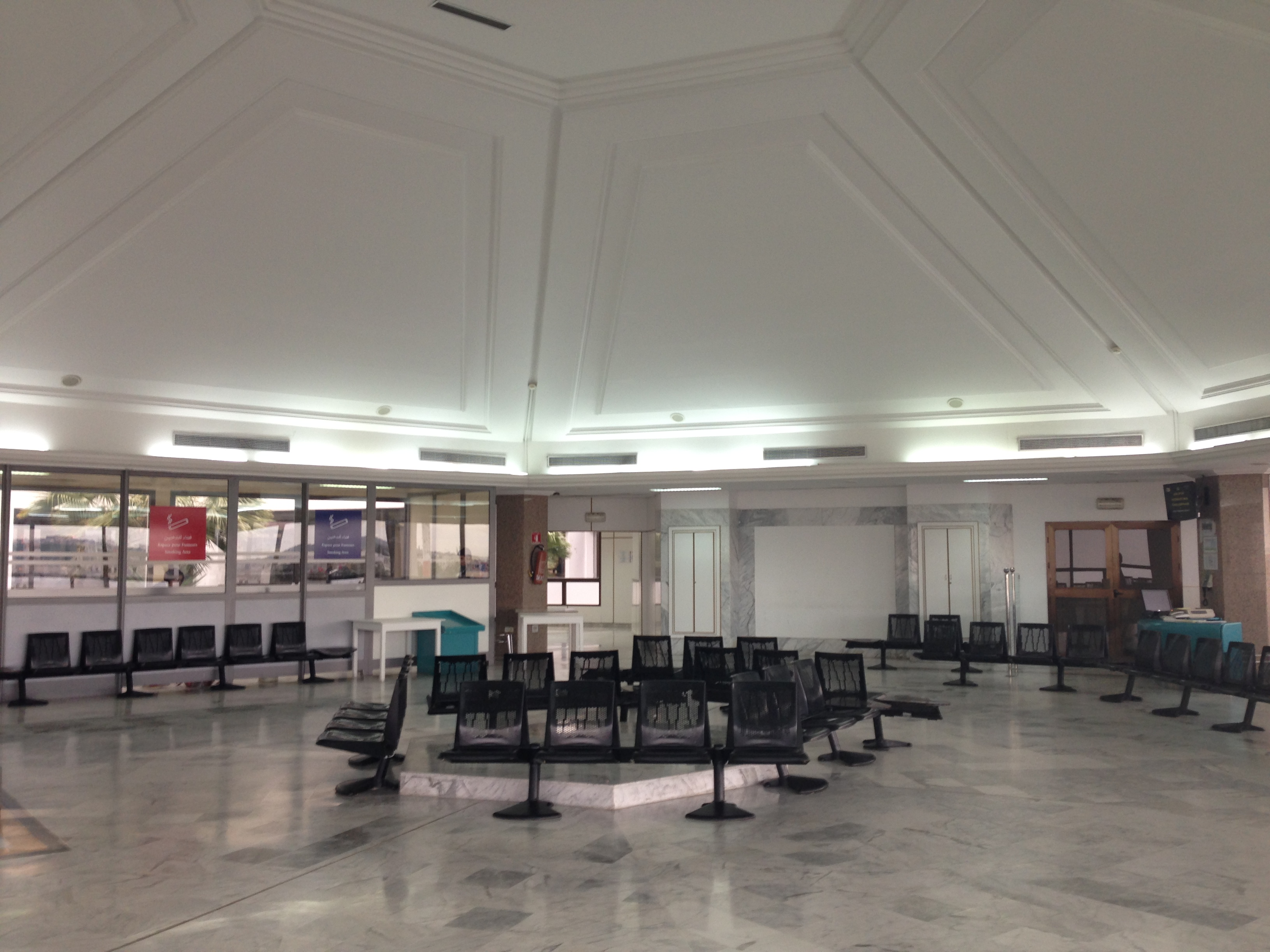
Avgångshallen

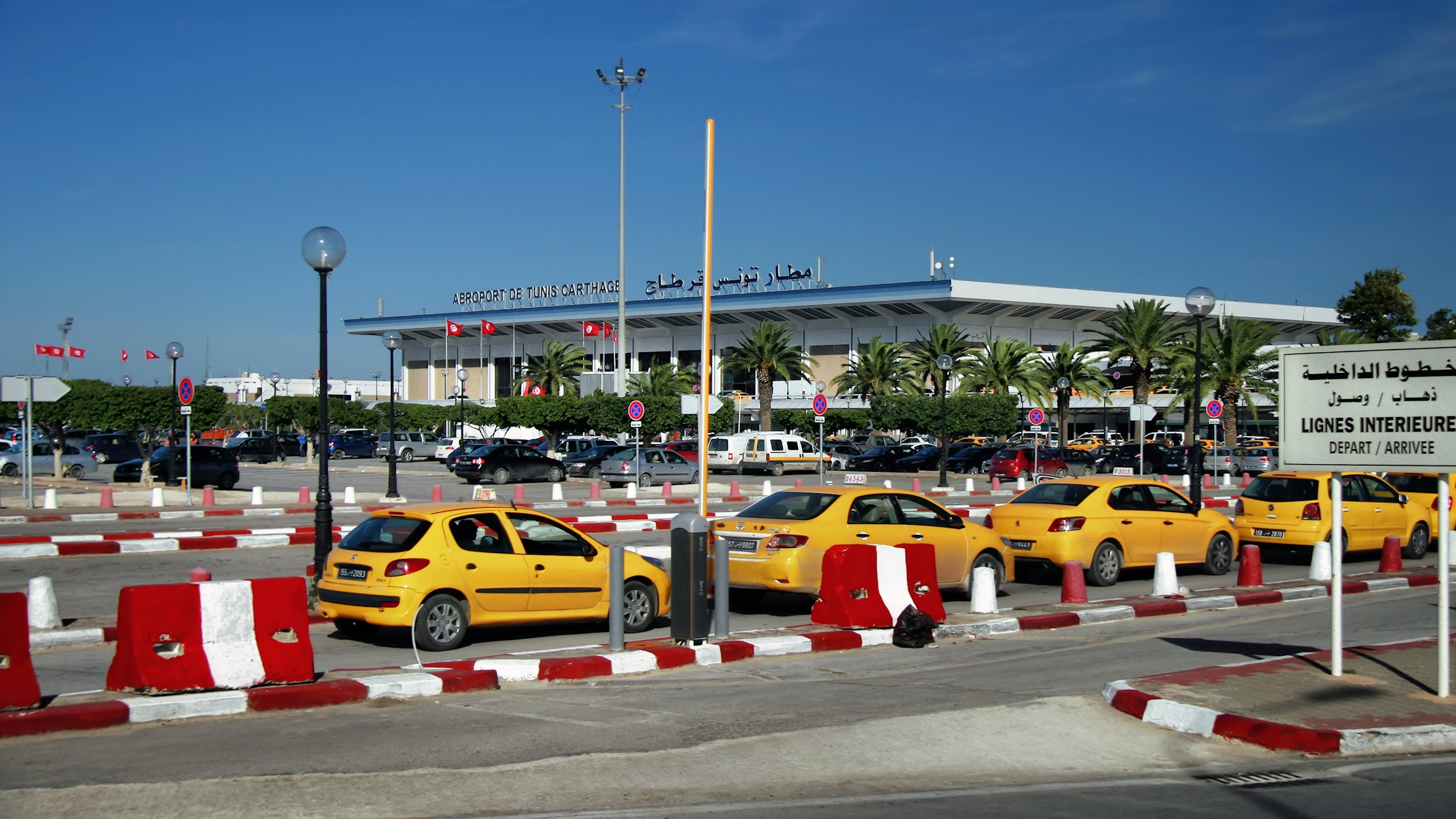
Terminal från utsidan

Tunis–Carthage International Airport är den internationella flygplatsen i Tunis, Tunisiens huvudstad.  Det fungerar som hemmabas för Tunisair, Tunisair Express, Nouvelair Tunisia och Tunisavia. Flygplatsen är uppkallad efter den historiska staden Kartago, som ligger strax öster om flygplatsen.

## Historia
Flygplatsens historia går tillbaka till 1920, när den första sjöflygplansbasen i Tunisien byggdes vid Tunis för sjöflygplanen från Compagnie Aéronavale. Tunis Airfield öppnade 1938 och betjänade cirka 5 800 passagerare årligen på linjen Paris–Tunis.

### Flygplatsens användning under andra världskriget
Under andra världskriget användes flygplatsen av United States Air Force Twelfth Air Force som ett högkvarter och kommandokontrollbas för den italienska kampanjen 1943. När stridsenheterna flyttade till Italien använde Air Transport Command flygplatsen som ett stort omlastningsnav för last, transitflyg och personal. Det fungerade som en mellanlandning på väg till Alger eller till Mellaha Field nära Tripoli, Libyen, på den nordafrikanska transportvägen Kairo-Dakar. Senare, när de allierade styrkorna avancerade, flög den också personal och last till Neapel, Italien.

### Byggande och finanisering
Byggandet av flygplatsen Tunis-Carthage, som finansierades helt av Frankrike, började 1944 och 1948 blev flygplatsen Tunisairs huvudnav. Flygbolaget startade sin verksamhet med Douglas DC-3:or från Tunis-Carthago flygplats till Marseille, Ajaccio, Bastia, Alger, Rom, Sfax, Djerba och Tripoli, Libyen. Passagerartrafiken växte stadigt från 1951 då 56 400 passagerare transporterades, 33 400 av dem av Air France. Flygplatsen erbjöd en bekväm mellanlandning för flera andra franska flygbolag genom åren, däribland Aigle Azur med ett stopp i Tunis på linjen Paris-Brazzaville, och TAI (Intercontinental Air Transport) med ett stopp i Tunis på dess linje Paris–Saigon. Bland utländska företag fanns TWA med. Deras linjer Rom–New York och Rom–Bombay stannade i Tunis, och LAI (italienskt bolag) flög linjen Rom–Palermo–Tunis.

### Utökning
1997 utökades flygplatsterminalen till 57 448 kvadratmeter. Den består av två våningar (avgångshall och ankomsthall) och har en kapacitet på 4 400 000 passagerare per år. 2005 utökades terminalen med ytterligare 5 500 kvadratmeter, och den har nu en kapacitet på 500 000 fler passagerare årligen. Den 23 september 2006 öppnade en ny terminal för charterflyg.

## Flygbolag, destinationer
| Flygbolag           | Destinationer |
| ------------------- | --- |
| Aegean Airlines     | Aten (återupptogs 29 mars 2023) |
| Afriqiyah Airways   | Benghazi, Tripoli–Mitiga |
| Air Algérie         | Alger |
| Air Arabia          | Casablanca |
| Air Europa          | Säsongsbundet: Madrid |
| Air France          | Paris–Charles de Gaulle, Paris−Orly Säsongsbundet: Marseille (återupptas 8 juli 2023), Nice (återupptas 7 juli 2023). |
| Egyptair            | Kairo |
| Emirates            | Dubai–International |
| Eurowings           | Köln/Bonn Säsongsbundet: Hamburg (återupptas 4 juli 2023), Stuttgart (återupptas 17 juli 2023) |
| Fly Baghdad         | Bagdad |
| ITA Airways         | Rom–Fiumicino |
| Libyan Airlines     | Al-Bayda, Tobruk, Tripoli–Mitiga |
| Libyan Wings        | Misrata, Tripoli–Mitiga |
| Lufthansa           | Frankfurt, München |
| Luxair              | Säsongsbundet: Luxemburg |
| Mauritania Airlines | Nouakchott |
| Nouvelair           | Alger, Istanbul, Lille, London–Gatwick, Lyon, Marseille, Nantes, Nice, Paris–Charles de Gaulle, Toulouse Säsongsbundet: Berlin (återupptas 3 april 2023), Bordeaux (börjar 7 april 2023), Bryssel, Djerba, Düsseldorf (återupptas 2 april 2023), Genève, Jeddah, Medina, Monastir, München börjar 26 maj 2023), Stockholm–Arlanda (börjar 19 juni 2023), Strasbourg. |
| Qatar Airways       | Doha |
| Royal Air Maroc     | Casablanca |
| Royal Jordanian     | Amman–Queen Alia |
| Saudia              | Jeddah |
| Transavia           | Lyon, Paris–Orly Säsongsbundet: Marseille, Montpellier, Nice |
| TUI fly Belgium     | Charleroi |
| Tunisair            | Abidjan, Alger, Bamako, Barcelona, Bologna, Bordeaux, Bryssel, Kairo, Casablanca, Conakry, Constantine, Cotonou, Dakar, Düsseldorf, Frankfurt, Genève, Istanbul, Jeddah, Khartoum, Lissabon, London–Gatwick, London–Heathrow, Lyon, Madrid, Marseille, Medina, Milan–Malpensa, Montréal–Trudeau, München, Nantes, Niamey, Nice, Nouakchott, Oran, Ouagadougou, Palermo, Paris–Orly, Rom–Fiumicino, Strasbourg, Toulouse, Tripoli–Mitiga, Venice, Vienna, Zürich Säsongsbundet: Belgrad, Prague, Verona |
| Tunisair Express    | Constantine, Djerba, Malta, Neapel, Rom–Fiumicino, Sfax, Tozeur |
| Turkish Airlines    | Istanbul |
| Vueling             | Säsongsbundet: Barcelona |